# Drag Me Down
Drag Me Down is een single van de Engels-Ierse boyband One Direction van hun vijfde studioalbum Made in the A.M., dat in 2015 uitkwam. De single kwam wereldwijd uit op 31 juli 2015 en is tevens ook de eerste single na het vertrek van ex-band lid Zayn Malik in maart 2015. De bijbehorende videoclip werd grotendeels op het Lyndon B. Johnson Space Center van NASA opgenomen. Daarnaast was er een raketlancering vanaf Vandenberg Air Force Base te zien van een Delta IV Heavy die in de nabewerking blauw is gekleurd.

## Geschiedenis
Drag Me Down werd een groot succes en behaalde een plek binnen de top-10 in landen zoals Australië, Engeland, Frankrijk, Ierland, Nieuw-Zeeland, Oostenrijk en de Verenigde Staten. De single won een British Artist Awards tijdens de Brit Awards in 2016.

## Hitnoteringen

### Nederlandse Top 40
| Hitnotering: 15-08-2015 t/m 31-10-2015 | Hitnotering: 15-08-2015 t/m 31-10-2015 | Hitnotering: 15-08-2015 t/m 31-10-2015 | Hitnotering: 15-08-2015 t/m 31-10-2015 | Hitnotering: 15-08-2015 t/m 31-10-2015 | Hitnotering: 15-08-2015 t/m 31-10-2015 | Hitnotering: 15-08-2015 t/m 31-10-2015 | Hitnotering: 15-08-2015 t/m 31-10-2015 | Hitnotering: 15-08-2015 t/m 31-10-2015 | Hitnotering: 15-08-2015 t/m 31-10-2015 | Hitnotering: 15-08-2015 t/m 31-10-2015 | Hitnotering: 15-08-2015 t/m 31-10-2015 | Hitnotering: 15-08-2015 t/m 31-10-2015 | Hitnotering: 15-08-2015 t/m 31-10-2015 |
| Week:                                  | 1                                      | 2                                      | 3                                      | 4                                      | 5                                      | 6                                      | 7                                      | 8                                      | 9                                      | 10                                     | 11                                     | 12                                     |                                        |
| -------------------------------------- | -------------------------------------- | -------------------------------------- | -------------------------------------- | -------------------------------------- | -------------------------------------- | -------------------------------------- | -------------------------------------- | -------------------------------------- | -------------------------------------- | -------------------------------------- | -------------------------------------- | -------------------------------------- | -------------------------------------- |
| Positie:                               | 28                                     | 27                                     | 22                                     | 15                                     | 17                                     | 17                                     | 18                                     | 21                                     | 21                                     | 24                                     | 29                                     | 36                                     | uit                                    |

### NederlandseSingle Top 100
| Hitnotering: 08-08-2015 t/m 12-12-2015 | Hitnotering: 08-08-2015 t/m 12-12-2015 | Hitnotering: 08-08-2015 t/m 12-12-2015 | Hitnotering: 08-08-2015 t/m 12-12-2015 | Hitnotering: 08-08-2015 t/m 12-12-2015 | Hitnotering: 08-08-2015 t/m 12-12-2015 | Hitnotering: 08-08-2015 t/m 12-12-2015 | Hitnotering: 08-08-2015 t/m 12-12-2015 | Hitnotering: 08-08-2015 t/m 12-12-2015 | Hitnotering: 08-08-2015 t/m 12-12-2015 | Hitnotering: 08-08-2015 t/m 12-12-2015 | Hitnotering: 08-08-2015 t/m 12-12-2015 | Hitnotering: 08-08-2015 t/m 12-12-2015 | Hitnotering: 08-08-2015 t/m 12-12-2015 | Hitnotering: 08-08-2015 t/m 12-12-2015 | Hitnotering: 08-08-2015 t/m 12-12-2015 | Hitnotering: 08-08-2015 t/m 12-12-2015 | Hitnotering: 08-08-2015 t/m 12-12-2015 | Hitnotering: 08-08-2015 t/m 12-12-2015 | Hitnotering: 08-08-2015 t/m 12-12-2015 | Hitnotering: 08-08-2015 t/m 12-12-2015 |
| Week:                                  | 1                                      | 2                                      | 3                                      | 4                                      | 5                                      | 6                                      | 7                                      | 8                                      | 9                                      | 10                                     | 11                                     | 12                                     | 13                                     | 14                                     | 15                                     | 16                                     | 17                                     | 18                                     | 19                                     |                                        |
| -------------------------------------- | -------------------------------------- | -------------------------------------- | -------------------------------------- | -------------------------------------- | -------------------------------------- | -------------------------------------- | -------------------------------------- | -------------------------------------- | -------------------------------------- | -------------------------------------- | -------------------------------------- | -------------------------------------- | -------------------------------------- | -------------------------------------- | -------------------------------------- | -------------------------------------- | -------------------------------------- | -------------------------------------- | -------------------------------------- | -------------------------------------- |
| Positie:                               | 5                                      | 36                                     | 34                                     | 29                                     | 19                                     | 21                                     | 22                                     | 22                                     | 26                                     | 31                                     | 36                                     | 36                                     | 38                                     | 45                                     | 48                                     | 49                                     | 51                                     | 55                                     | 73                                     | uit                                    |

### 3FM Mega Top 50
| Hitnotering: 15-08-2015 t/m 05-12-2015 | Hitnotering: 15-08-2015 t/m 05-12-2015 | Hitnotering: 15-08-2015 t/m 05-12-2015 | Hitnotering: 15-08-2015 t/m 05-12-2015 | Hitnotering: 15-08-2015 t/m 05-12-2015 | Hitnotering: 15-08-2015 t/m 05-12-2015 | Hitnotering: 15-08-2015 t/m 05-12-2015 | Hitnotering: 15-08-2015 t/m 05-12-2015 | Hitnotering: 15-08-2015 t/m 05-12-2015 | Hitnotering: 15-08-2015 t/m 05-12-2015 | Hitnotering: 15-08-2015 t/m 05-12-2015 | Hitnotering: 15-08-2015 t/m 05-12-2015 | Hitnotering: 15-08-2015 t/m 05-12-2015 | Hitnotering: 15-08-2015 t/m 05-12-2015 | Hitnotering: 15-08-2015 t/m 05-12-2015 | Hitnotering: 15-08-2015 t/m 05-12-2015 | Hitnotering: 15-08-2015 t/m 05-12-2015 | Hitnotering: 15-08-2015 t/m 05-12-2015 | Hitnotering: 15-08-2015 t/m 05-12-2015 |
| Week:                                  | 1                                      | 2                                      | 3                                      | 4                                      | 5                                      | 6                                      | 7                                      | 8                                      | 9                                      | 10                                     | 11                                     | 12                                     | 13                                     | 14                                     | 15                                     | 16                                     | 17                                     | 18                                     |
| -------------------------------------- | -------------------------------------- | -------------------------------------- | -------------------------------------- | -------------------------------------- | -------------------------------------- | -------------------------------------- | -------------------------------------- | -------------------------------------- | -------------------------------------- | -------------------------------------- | -------------------------------------- | -------------------------------------- | -------------------------------------- | -------------------------------------- | -------------------------------------- | -------------------------------------- | -------------------------------------- | -------------------------------------- |
| Positie:                               | 28                                     | 35                                     | 18                                     | 16                                     | 19                                     | 17                                     | 16                                     | 18                                     | 27                                     | 25                                     | 25                                     | 34                                     | 32                                     | 32                                     | 40                                     | 46                                     | 47                                     | uit                                    |